# Ballarat
Ballarat – miasto w Australii w stanie Wiktoria, położone 100 km na północny zachód od Melbourne, jest największym śródlądowym (tj. nie leżącym nad morzem) miastem stanu Wiktoria.
Miasto zamieszkane przez 104 355 osób (2016).
Ballarat było centrum gorączki złota w latach 50. XIX wieku (1851) oraz widownią zbrojnego powstania zbieraczy złota. Obecnie mieści się tu skansen będący repliką Ballarat z okresu gorączki złota (Sovereign Hill). Nadal czynna jest również kopalnia złota w Ballarat operowana przez firmę Castlemaine Gold (CGT). W mieście rozwinął się przemysł metalowy, włókienniczy, odzieżowy, spożywczy, chemiczny oraz meblarski.
Miasto położone jest na wysokości ok. 550 m n.p.m. co czyni jego klimat chłodniejszym o 3 °C od klimatu Melbourne.
Ballarat jest siedzibą biskupstwa Kościoła rzymskokatolickiego.
Prime Ministers Avenue (Aleja Premierów) – w Ogrodach Botanicznych w Ballarat znajduje się jedyna w Australii kolekcja wykonanych z brązu popiersi australijskich premierów.

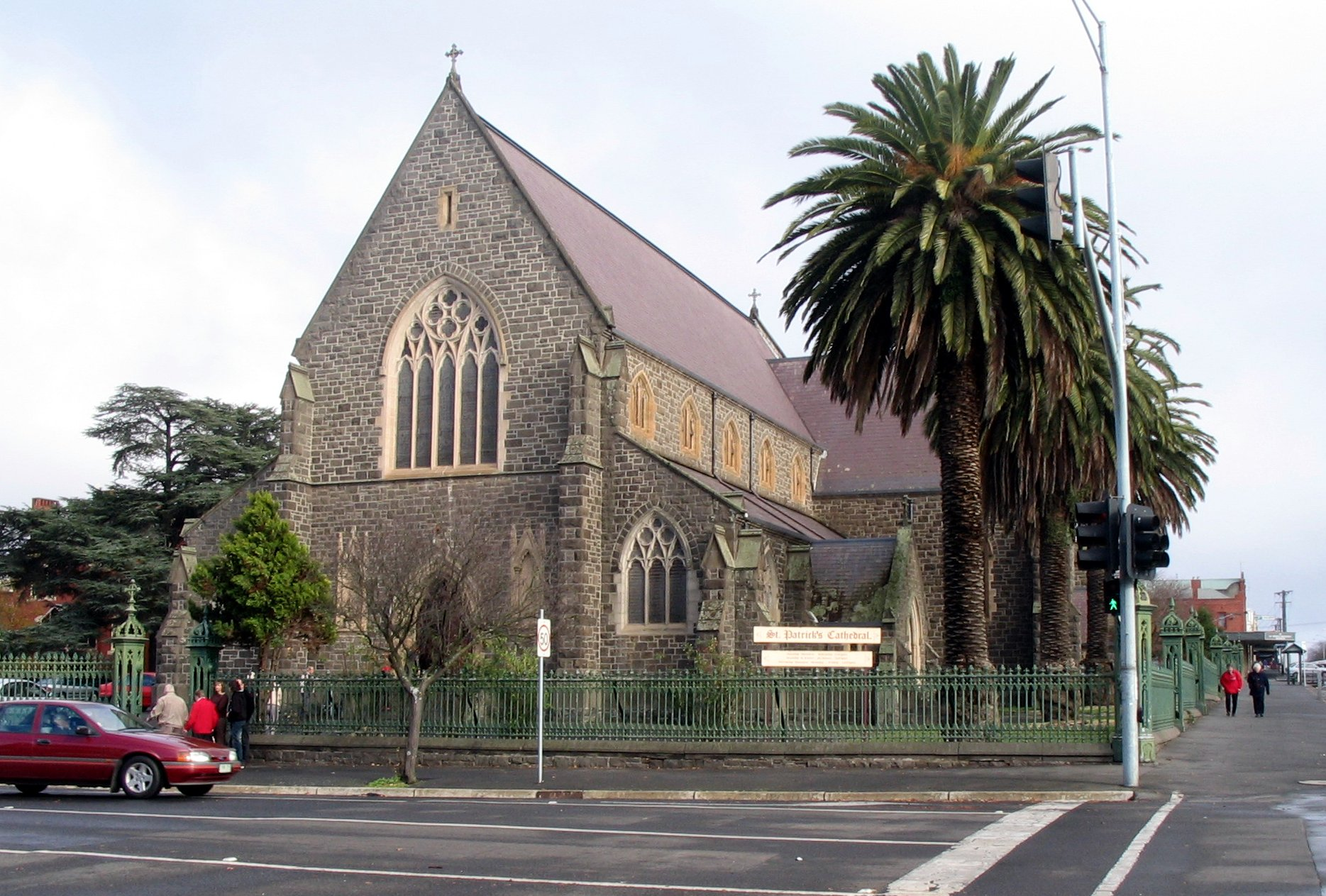
Katedra katolicka w Ballarat
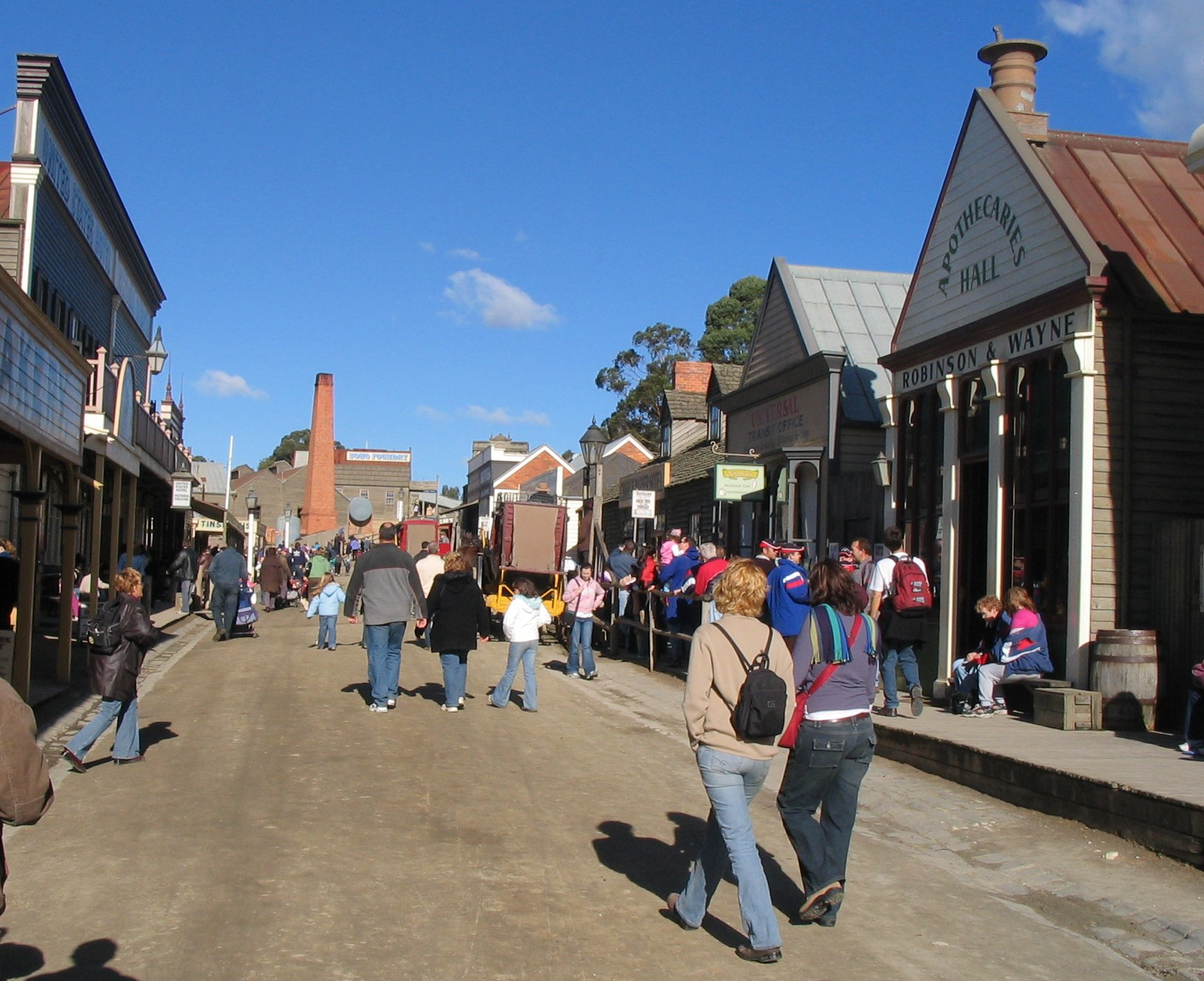
uliczka w skansenie Sovereign Hill